# Adelaida García Morales
Adelaida García Morales (Badajoz, 1945 – Dos Hermanas, 22 settembre 2014) è stata una scrittrice spagnola.

## Biografia
Adelaida García Morales nacque a Badajoz, nell'Estremadura, nel 1945, ma crebbe però a Siviglia (nell'Andalusia), città natìa dei genitori, dove si trasferisce al seguito loro poco dopo la propria nascita.
Laureata in lettere e filosofia nel 1970, studia sceneggiatura all'Escuela Oficial de Cinematografía prima di lavorare come professoressa, attrice e modella e fare parte del movimento letterario Esperpento.
Esordisce nel 1981 con il romanzo Archipiélago seguiti quattro anni dopo dal dittico Il Sud e Bene, due romanzi brevi il primo dei quali aveva fornito il soggetto per una pellicola nel 1983 diretta dal marito Víctor Erice.
Autrice di 4 raccolte di racconti e 12 romanzi dei quali El silencio de las sirenas  vincitore nel 1985 del Premio Herralde, muore il 22 settembre 2014 a 69 anni per una insufficienza cardiaca.

## Opere

### Romanzi
- Archipiélago (1981)
- Il Sud e Bene (El Sur y Bene, 1985), Parma, Guanda, 1988 traduzione di Cesare Greppi ISBN 88-7746-288-4.
- El silencio de las sirenas (1985)
- La lógica del vampiro (1990)
- Las mujeres de Héctor (1994)
- La tía Águeda (1995)
- Nasmiya (1996)
- El accidente (1997)
- La señorita Medina (1997)
- El secreto de Elisa (1999)
- Una historia perversa (2001)
- El testamento de Regina (2001)

### Racconti
- Mujeres solas (1996)
- La carta. Cuento en Vidas de mujer (1998)
- El legado de Amparo. Cuento en Mujeres al alba (1999)
- La mirada. Cuento en Don Juan. Relatos (2008)

## Filmografia
- El sur regia di Víctor Erice (1983) (soggetto)

## Alcuni riconoscimenti
- Premio Ícaro: 1985 con El silencio de las sirenas
- Premio Herralde: 1985 con El silencio de las sirenas